# Patient
Pour les articles homonymes, voir Patient (homonymie).
Ne doit pas être confondu avec Patience.
 (avril 2018).
Si vous disposez d'ouvrages ou d'articles de référence ou si vous connaissez des sites web de qualité traitant du thème abordé ici, merci de compléter l'article en donnant les références utiles à sa vérifiabilité et en les liant à la section « Notes et références ».

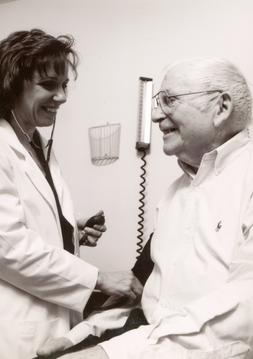
Un patient dont la tension artérielle est mesurée par une médecin.

En médecine, un patient est une personne recevant une attention médicale ou à qui est prodigué un soin.
D'autres termes sont utilisés, comme personne soignée, bénéficiaire de soins, usager, client, sujet ou encore le néologisme actient.

## Présentation
Le mot patient est dérivé du mot latin « patiens », participe présent du verbe déponent « pati », signifiant « celui qui endure » ou « celui qui souffre ».
Il existe plusieurs dénominations communes au terme « patient », dont « personne soignée », « bénéficiaire de soins », « usager » ou encore « client » employé notamment dans la culture anglophone[réf. souhaitée]. Dans la recherche médicale, le patient est parfois appelé « sujet ». On commence même à utiliser le terme d’« actient » (patient qui agit) du fait de l'évolution des patients à se renseigner par eux-mêmes et à poser de plus en plus de questions au praticien[réf. souhaitée].
En médecine, le patient bénéficie d'examens médicaux, de traitements prodigués par un médecin ou un professionnel de la santé pour faire face à une maladie ou à des blessures. Le patient peut également bénéficier d'actes de prévention.

## Dans la culture
- Knock ou le Triomphe de la médecine, pièce de théâtre de Jules Romains, ayant fait l'objet de plusieurs adaptations cinématographiques, qui illustre de manière humoristique les relations entre médecins et patients.